# مايك فيليبس (لاعب كرة قاعدة)
مايك فيليبس (بالإنجليزية: Mike Phillips)‏ هو لاعب كرة قاعدة أمريكي، ولد في 19 أغسطس 1950 في بومونت في الولايات المتحدة.

## وصلات خارجية
- مايك فيليبس على موقع دوري كرة القاعدة الرئيسي (الإنجليزية)
- مايك فيليبس على موقعبيزبول رفرنس.كوم (الدوري الرئيسي) (الإنجليزية)
- مايك فيليبس على موقعبيزبول رفرنس.كوم (الدوري الثانوي) (الإنجليزية)